# San Francisco Peaks

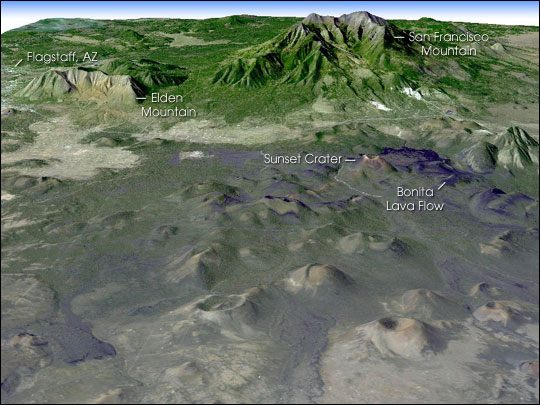
Satelitarny widok na okolice San Francisco Peaks

San Francisco Peaks – wulkaniczny grzbiet w środkowo-północnej Arizonie, święte miejsce Indian Ameryki Północnej i ośrodek sportów zimowych na terenie obszaru chronionego Coconino National Forest na północ od Flagstaff. Dla Indian z 13 okolicznych plemion, w tym Apaczów, Nawahów, Hopi i Zuni, te święte góry to miejsce tradycyjnych pielgrzymek, modlitw, ceremonii, poszukiwania wizji i składania ofiar, wykorzystywane od czasów przed europejską kolonizacją Ameryki Północnej po czasy współczesne.
Obecną nazwę nadali im hiszpańscy misjonarze, którzy w 1629 r. założyli pierwszą franciszkańską misję w Oraibi – położonej 60 mil dalej wiosce Hopi. Dokładniej zbadane i opisane przez Amerykanów w drugiej połowie XIX w. Od 1898 do 1908 r. leśny rezerwat przyrody, na skutek protestów okolicznych osadników przekształcony w chroniony las państwowy (Coconino National Forest).
Na obszarze San Francisco Peaks znajdują się cztery najwyższe szczyty Arizony, w tym najwyższy punkt grzbietu, Humphreys Peak. Wzgórza są jedynym obszarem w stanie, na którym występuje roślinność alpejska oraz stanowią główne źródło zaopatrzenia w wodę pobliskiego Flagstaff. Bezczeszczone z punktu widzenia potrzeb tubylczego kultu religijnego przez budowę dużego prywatnego ośrodka sportów zimowych Snowbowl, zagrożone są dalszą profanacją przez plany wytwarzania sztucznego śniegu z wód ściekowych.
Wiosną 2007 r. sąd federalny nakazał wstrzymanie sztucznego naśnieżania z uwagi na zagrożenie skażeniem środowiska i naruszenie wolności religijnej okolicznych plemion. Administrująca terenem wzgórz Federalna Służba Leśna odwołała się od tego wyroku i sprawa jest w toku.
San Francisco Peaks to jedno z wielu odwiedzanych od wieków, a obecnie zagrożonych degradacją i profanacją, świętych miejsc tubylczych ludów Ameryki. Wyroki sądów w sprawie tego znanego w USA miejsca uważane są za precedensowe, bowiem mogą stanowić istotny wskaźnik aktualnej polityki władz federalnych w stosunku do tubylczych Amerykanów.

## Nazwa wzgórz w językach okolicznych plemion i innych sąsiadów
- Dook'o'oosłííd – Diné (Nawaho)
- Nuva'tuk-iya-ovi – Hopi
- Dził Tso – Dilzhe’e Apacze
- Tsii Bina – Aa'ku (Acoma)
- Nuvaxatuh – Nuwuvi (Paiute Południowi)
- Hvehasahpatch (Havasupai)
- Wik'hanbaja – Hwal`bay (Hualapai)
- Wimonagaw'a – Yavapai
- Sunha K'hbchu Yalanne – A:shiwi (Zuni)
- Sierra sin Agua – osoby hiszpańskojęzyczne
- The Peaks – anglojęzyczni mieszkańcy Arizony